# Lucjan Avgustini
Lucjan Avgustini (Ferizaj, 28 de agosto de 1963 - Vau i Dejës, Shkodër, 22 de mayo de 2016) fue un prelado católico albanés. Entre 2006 y 2016 se desempeñó como obispo de Sapë.

## Biografía
Después de estudiar en un seminario menor en Subotica y un seminario mayor en Zagreb, fue ordenado sacerdote para la diócesis de Skopie el 15 de agosto de 1989.
Después de su ordenación, trabajó como secretario del obispo auxiliar Nikë Preli y desde 1992 como párroco de la parroquia de los Ángeles Guardianes en Ferizaj. En 1994, fue trasladado como sacerdote vía fidei donum a la arquidiócesis de Shkodër-Pult; después de haber sido reincardinado en otro lugar, fue nombrado párroco de la catedral en 1996 y vicario general en 1998. Enseñó las Sagradas Escrituras en el Instituto Catequético Nacional.
El 12 de diciembre de 2006 fue nombrado obispo de la diócesis de Sapë por el Papa Benedicto XVI. Recibió la consagración episcopal el 5 de enero de 2007 de manos del arzobispo Angelo Massafra, O.F.M.
El 5 de mayo de 2016 fue elegido vicepresidente de la Conferencia Episcopal de Albania.
Además de albanés, hablaba serbio, croata, alemán e italiano.